# Bockenheim an der Weinstraße
Bockenheim an der Weinstraße è un comune di 2 250 abitanti della Renania-Palatinato, in Germania.
Appartiene al circondario (Landkreis) di Bad Dürkheim (targa DÜW) ed è parte della comunità amministrativa (Verbandsgemeinde) di Leiningerland.